# Nationaal park Femundsmarka
Het nationaal park Femundsmarka (Noors: Femundsmarka nasjonalpark) is een nationaal park in het midden van Noorwegen. Het is in 1971 opgericht en het bestaat uit het gebied ten oosten van het meer Femund. Het grenst aan de Zweedse natuurreservaten Långfjället en Rogen.

## Flora en fauna
Het gebied bestaat voor het grootste deel uit open, oud dennenbos en met korstmos bedekte, afgeronde bergen. Het droge klimaat en de arme bodem zorgen ervoor dat de flora vrij arm is.
Er komen wel behoorlijk wat soorten zoogdieren voor, maar de dichtheden zijn niet groot. Otters, bevers en veelvraten zijn er het hele jaar door te vinden, beren, lynxen en muskusossen zijn onregelmatige gasten in het gebied. In de winter herbergt het park ook veel elanden, terwijl het in de zomer een grote populatie broedende visarenden heeft. Andere broedvogels in het park zijn de kemphaan, parelduiker en grauwe franjepoot.